# Henrietta Cuttino Dozier

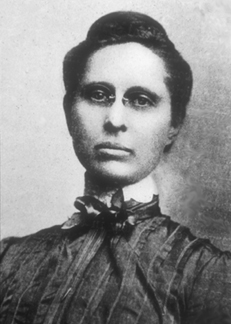
Henrietta Dozier

 Henrietta Cuttino Dozier  (* 22. April 1872 in Fernandina Beach, Florida; † 17. April 1947 in Jacksonville, Florida) war eine US-amerikanische Architektin. Sie war die erste Architektin in Georgia, die eine formale Architekturausbildung erhielt und eine national anerkannte Architekturschule absolvierte. Ihre Entwürfe umfassen Kirchen, Schulen, Banken, Regierungsgebäude, Häuser und Wohnungen.

## Leben und Werk
Cuttino Dozier war das dritte Kind von Cornelia Ann Scriven und Henry Cuttino Dozier, der vor ihrer Geburt starb. Ihre Mutter zog mit ihr und ihrer Schwester nach Atlanta, wo sie 1891 die Girls High School abschloss und danach in einem Architekturbüro lernte. Sie studierte am Pratt Institute in Brooklyn in New York City und erwarb 1899 einen Bachelor of Science in Architektur am Massachusetts Institute of Technology, wo sie eine von nur drei Frauen in der Klasse von 176 Studenten und das einzige weibliche Mitglied war, das seinen Abschluss machte. Während ihrer Karriere verwendete sie verschiedene neutrale oder männlich klingende Varianten ihres Namens einschließlich HC Dozier und Harry Dozier.

### Tätigkeit als Architektin
Ab 1901 arbeitete sie in Atlanta mit dem Architekten Walter T. Downing zusammen und erhielt für die bischöfliche Diözese Aufträge, die von dem Bischof Cleland Kinlock Nelson genehmigt wurden, unter anderem 1903 die Bischofskapelle für die All Saints Episcopal Church.
1905 erhielt sie als dritte Frau und erste Frau aus dem Süden die Mitgliedschaft in der American Institute of Architects (AIA). 1906 gründeten sie und fünf prominente Architekten aus Atlanta, Alexander Campbell Bruce, Walter T. Downing, Thomas Henry Morgan, G. L. Norrman und Harry Leslie Walker das Atlanta Chapter der AIA, welches sie 1908 auf dem 8. Internationalen Architektenkongress in Wien, Österreich, vertrat. Sie war nicht nur von 1906 bis 1916 im AIA-Vorstand tätig, sondern unterstützte auch 1910 den Aufbau der kurzlebigen Architectural Arts League in Atlanta. Sie half auch bei der Erstellung eines Stipendienfonds für die neue School of Architecture am Georgia Institute of Technology in Atlanta.

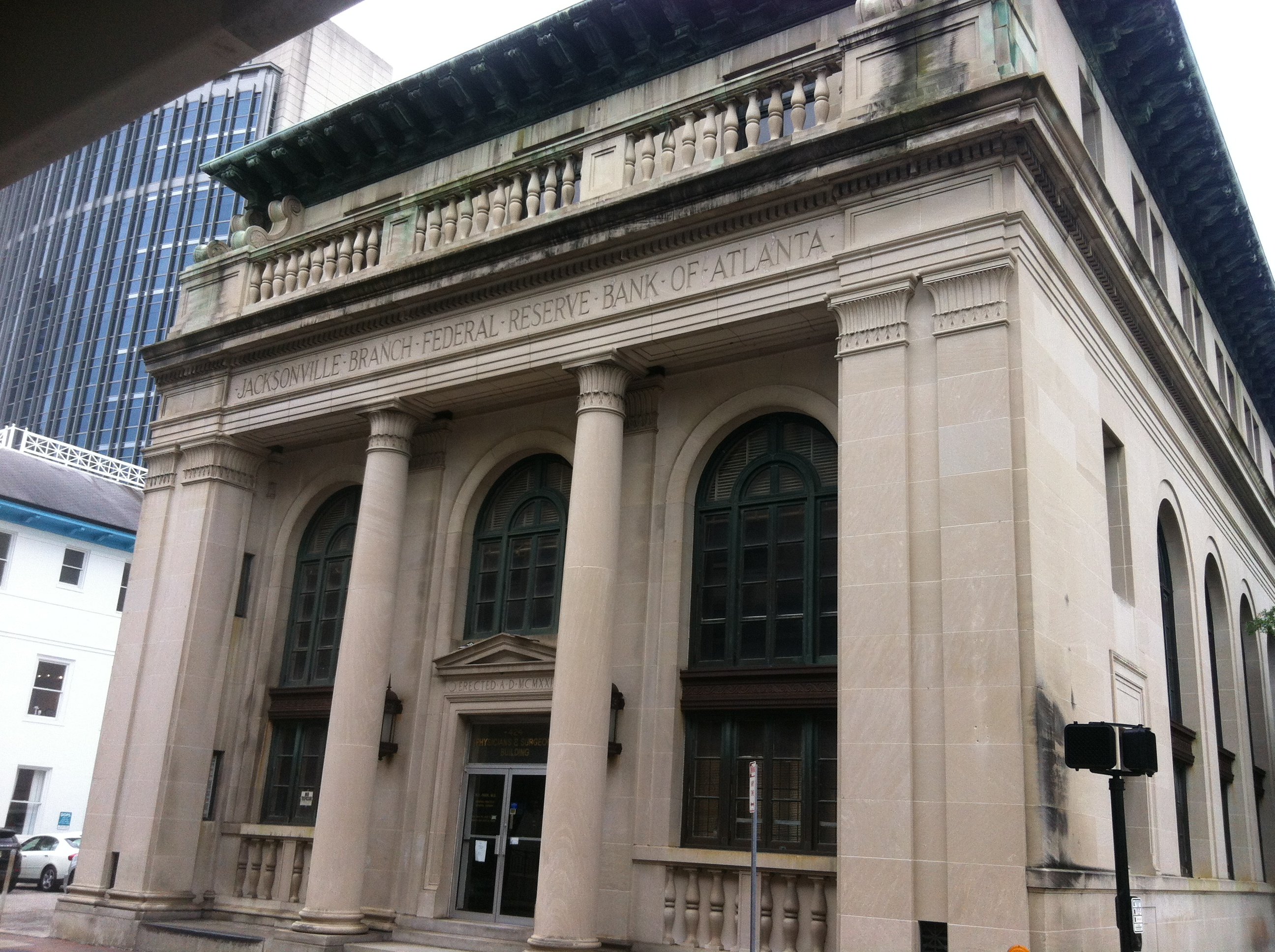
Old Federal Reserve Building, Jacksonville, Florida. Entworfen von Henrietta Cuttino Dozier und A. Ten Eyck Brown

1914 zog sie nach Jacksonville und arbeitete während des Ersten Weltkriegs für die technische Abteilung der Stadt. 1918 eröffnete sie ein Architekturbüro. Zu Beginn der Weltwirtschaftskrise verlor sie durch schwindende Einnahmen das von ihr selbst entworfene Haus, bis 1936 war ihr Büro jedoch wieder aktiv. Zu den bekannten Gebäuden, die von ihr in Jacksonville entworfen wurden, gehören das Old Federal Reserve Bank Building (1923–1924 in Zusammenarbeit mit dem Architekten A. Ten Eyck Brown aus Atlanta) und die Lampru Court Apartments (1924).
Sie kritisierte den modernistischen Architekturstil als bloße Modeerscheinung und glaubte stattdessen an die klassischen Traditionen des guten Stils und der hochwertigen Materialien. 1939 nahm sie an einem Interview teil, das Rose Shephered für das Federal Writers’ Project führte, ein Projekt der Bundesregierung zur Finanzierung schriftlicher Arbeiten und zur Unterstützung von Schriftstellern während der Weltwirtschaftskrise. Hier diskutierte sie über den Hausbau mit Stampflehm und ihre Überzeugung, dass diese energieeffiziente, gegen Ungeziefer resistente, vergleichsweise kostengünstige Wohnform für das südliche Klima geeignet ist und sich irgendwann durchsetzen würde.

## Gebäude (Auswahl)
- 1898: GW Gignilliat House, Seneca (South Carolina)
- 1902: John C. Cooper House, Jacksonville
- 1903: St. Philips Episcopal Church, 801 N. Pearl Street, Jacksonville
- 1903: All Saints Episcopal Chapel, Atlanta
- 1909: John Blackmar House, Änderungen, Columbus (Georgia)
- 1923–1924: Zweigstelle der Federal Reserve Bank von Atlanta, Jacksonville, mit dem Architekten A. Ten Eyck Brown aus Atlanta
- 1924: Lampru Court Apartments
- 1925: Welshan-Palmer-Haus, Riverside, Jacksonville.